# シートン動物記 (テレビ紙芝居)
『シートン動物記』は、アーネスト・トンプソン・シートンのシートン動物記を原作とする東京テレビ動画制作の5分カラーのテレビ紙芝居である。1970年1月19日から1971年3月30日まで日本テレビ系列で放送。全370話。

## 概要
日本テレビ系列で帯番組として放送された、通学前の小学生を対象とする劇画構成のテレビ紙芝居。止め絵を多用した低予算で制約の多い作品であったといわれる。
富野喜幸が絵コンテの多くを手がけており、プロデューサーとの打ち合わせには原稿を自ら用意する等、熱心な一面を見せていた。後に富野は「コンテと演出が分業化した時に、コンテを物量的に対応できるか、仕事として徹底的に割り切ってやった」と語り、本作に関わったことについては、「考証論を身につまされる位教えられた。映像を作っていくということを教えられ、考証というものが、映像の中でどういう位置づけになっていくのか解りました」「止め絵で良かった。そうでなかったら、毎回動物園にロケハンさせて貰わなければ作れなかった題材です」として、演出家にとっての考証の大切さを知った重要な作品であると語っている。
後に日本テレビ系で放送されたテレビアニメ版『シートン動物記』は、本作のプロデューサーである武井英彦が参加しているほか、本作に出演した中田浩二がシートンを演じているなど、一部のスタッフ・キャストが共通している。

## 声の出演
- 中田浩二[2]
- 納谷六朗[2]
- 兼本新吾[2]
- 田畑明彦[2]
- 峰恵研[8]

## スタッフ
- 原作 - アーネスト・トンプソン・シートン
- プロデューサー - 武井英彦[2]
- 脚本 - 布施博一（メインライター）[4]
- 絵コンテ - 富野喜幸[8]
- 制作 - 日本テレビ、東京テレビ動画[7]

## 各話リスト
| 放送日                     | 放送回    | 話数     | サブタイトル           |
| -------------------------- | --------- | -------- | ---------------------- |
| 1970年 01月19日 - 02月07日 | 1 - 18    | 1        | 狼王ロボ               |
| 02月09日 - 02月21日        | 19 - 30   | 2        | 伝書鳩アルノ―          |
| 02月23日 - 03月07日        | 31 - 42   | 3        | ちびっこうさぎの大冒険 |
| 03月09日 - 03月28日        | 43 - 60   | 4        | 峰の王者クラッグ       |
| 03月30日                   | 61        | 5        | 荒野のムスタング       |
| 03月31日 - 04月23日        | 62 - 82   | （不明） | （不明）               |
| 04月24日 - 04月25日        | 83 - 84   | （不明） | 灰色リスの冒険         |
| 04月27日 - 05月19日        | 85 - 104  | （不明） | （不明）               |
| 05月20日 - 05月23日        | 105 - 108 | （不明） | 名犬ビンゴ             |
| 05月25日 - 06月02日        | 109 - 116 | （不明） | （不明）               |
| 06月03日                   | 117       | （不明） | イノシシちび助の冒険   |
| 06月04日 - 09月16日        | 118 - 207 | （不明） | （不明）               |
| 09月17日 - 09月21日        | 208 - 211 | （不明） | 愛犬ハンク             |
| 09月22日 - 10月16日        | 212 - 233 | （不明） | （不明）               |
| 10月17日                   | 234       | （不明） | 灰色グマ・ワープ       |
| 10月19日 - 10月20日        | 235 - 236 | （不明） | いたずら猿ジニー       |
| 10月21日 - 11月18日        | 237 - 261 | （不明） | （不明）               |
| 11月19日                   | 262       | （不明） | 子グマのジョニー       |
| 11月20日 - 1971年03月30日  | 263 - 372 | （不明） | （不明）               |

## 放送局

### キー局

#### 本放送
- 1970年1月19日～同年3月28日：月～土 08:20 - 08:25[9][10]
- 1970年3月30日～同年3月30日：月～土 08:00 - 08:05[9][10]

#### 再放送
- 1970年3月31日～1971年12月31日：月～土 08:00 - 08:05[9][10]
- 1972年1月4日～同年7月1日：月～土 08:15 - 08:20[9][10]

### ネット局
- よみうりテレビ：同時ネット
- 名古屋テレビ：同時ネット
- 福岡放送：同時ネット（本放送のみ）
- 札幌テレビ放送：17:30 - 17:35（1971年頃）

ほか

## 映像ソフト化
本作は一度も映像ソフト化されたことが無く、本作と『ドラえもん』（第1作）以外の日本放送映画→東京テレビ動画→日本テレビ動画の全テレビ作品のオープニングが収録された『マニア愛蔵版 懐かし〜いTVアニメテーマソングコレクション』（LD・VHS）にも本作は収録されていなかった。
また、『富野由悠季全仕事』で富野由悠季のフィルモグラフィーを作成した原口正宏によると、本作は「映像も文字資料もまったく手がかりがなかった」という。なお、本作の第3話『ちびっこうさぎの大冒険』の絵コンテは同資料に掲載されている。